# Ko e Iki he Lagi
Ko e Iki he Lagi (Nederlands: De heer in de hemel) is het nationale volkslied van Niue. Het werd ingevoerd in 1974.

## De tekst
Ko e Iki he Lagi

Kua fakaalofa mai

Ki Niue nei, ki Niue nei

Kua pule totonu

E Patuiki toatu

Kua pule okooko ki Niue nei
Ki Niue nei, ki Niue nei

Ki Niue nei, ki Niue nei

Ki Niue nei, ki Niue nei

Ki Niue nei
Kua pule okooko ki Niue nei

Kua pule ki Niue nei